# ケネス・アストン
ケネス・ジョージ・"ケン"・アストン MBE（Kenneth George "Ken" Aston MBE, 1915年9月1日 - 2001年10月23日）はイギリスの教師、サッカー審判員。レフェリーとしての登録名はKEN ASTON。サンティアゴの戦闘のレフェリング経験から、サッカー競技においてイエローカード、レッドカードの導入・定着化を実現させた人物であり、サッカー文化の普及と発展に貢献した。

## 略歴

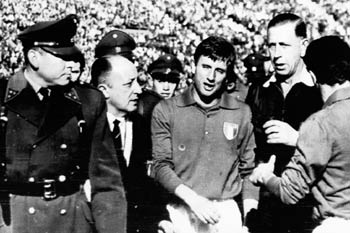
1962年にチリで開催されたワールドカップ。チリとイタリアの一戦はサンティアゴの戦闘と呼ばれ、イタリアが前半に2人の退場者を出すなど荒れた試合となった。

ケネス・アストンはイングランド東部のコルチェスターで生まれた。エクセターのセントルーク・カレッジを卒業し、1936年にサッカーレフェリーの資格を取得し、イングランド・フットボールリーグのラインズマンとして経験を積み、戦後の1949-50シーズンから審判として試合をジャッジするようになった。なお、第二次世界大戦ではイギリス空軍として戦争に参加するが、途中足首の怪我により離脱している。後述するバトル・オブ・サンチャゴをはじめとする1962年、1966年、1970年、1974年のワールドカップ審判を務めた他、1960年の欧州ネイションズカップ決勝や、1963年-64年のFAカップ決勝などの審判を担当している。1997年、サッカー文化発展に対する貢献が評価され、大英帝国勲章を受章した。

## カードの導入
サッカーにおいてイエローカード／レッドカードが導入されたのはメキシコで開催された1970年のワールドカップからである。1962年のワールドカップ、チリ対イタリアの試合は前半8分にイタリアのジョルジョ・フェリーニが退場するなど、非常に荒れた試合となった。また、ドイツ人のクライトラインがレフェリーを務めた1966年のワールドカップ、イングランド対アルゼンチンの試合は後にウェンブリーの戦争と呼ばれ、こちらも2人の退場者を出す荒れた試合となった。1890年のルール改定によりレフェリーは試合を制御し、警告・退場・PKなどの罰則を与える権利を有していたが、これらの試合は対戦両国と審判の3者間に共通の言語が無く、コミュニケーションが取れなかったことが荒れた試合を作り出してしまった原因であると感じたアストンは、言葉が判らなくてもシグナルとして誰にでも理解できる仕組みの導入が必要であると訴え、イエローカード／レッドカードを考案した。これらのルールは1970年のメキシコワールドカップより正式採用され、全世界のサッカー競技のルールへと組み込まれることとなった。